# Mortal Sin

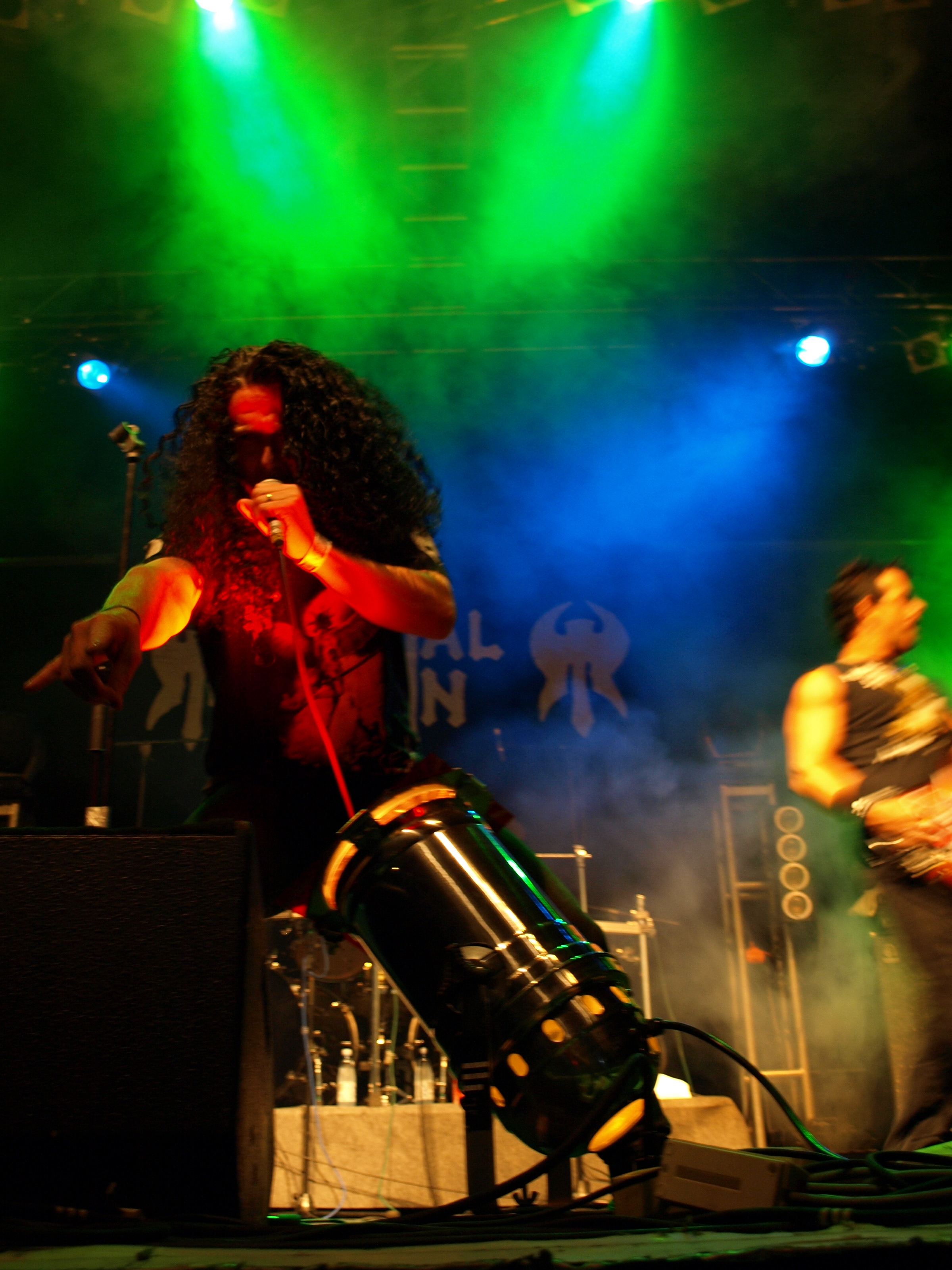
Mat Maurer, Jalometalli 2008

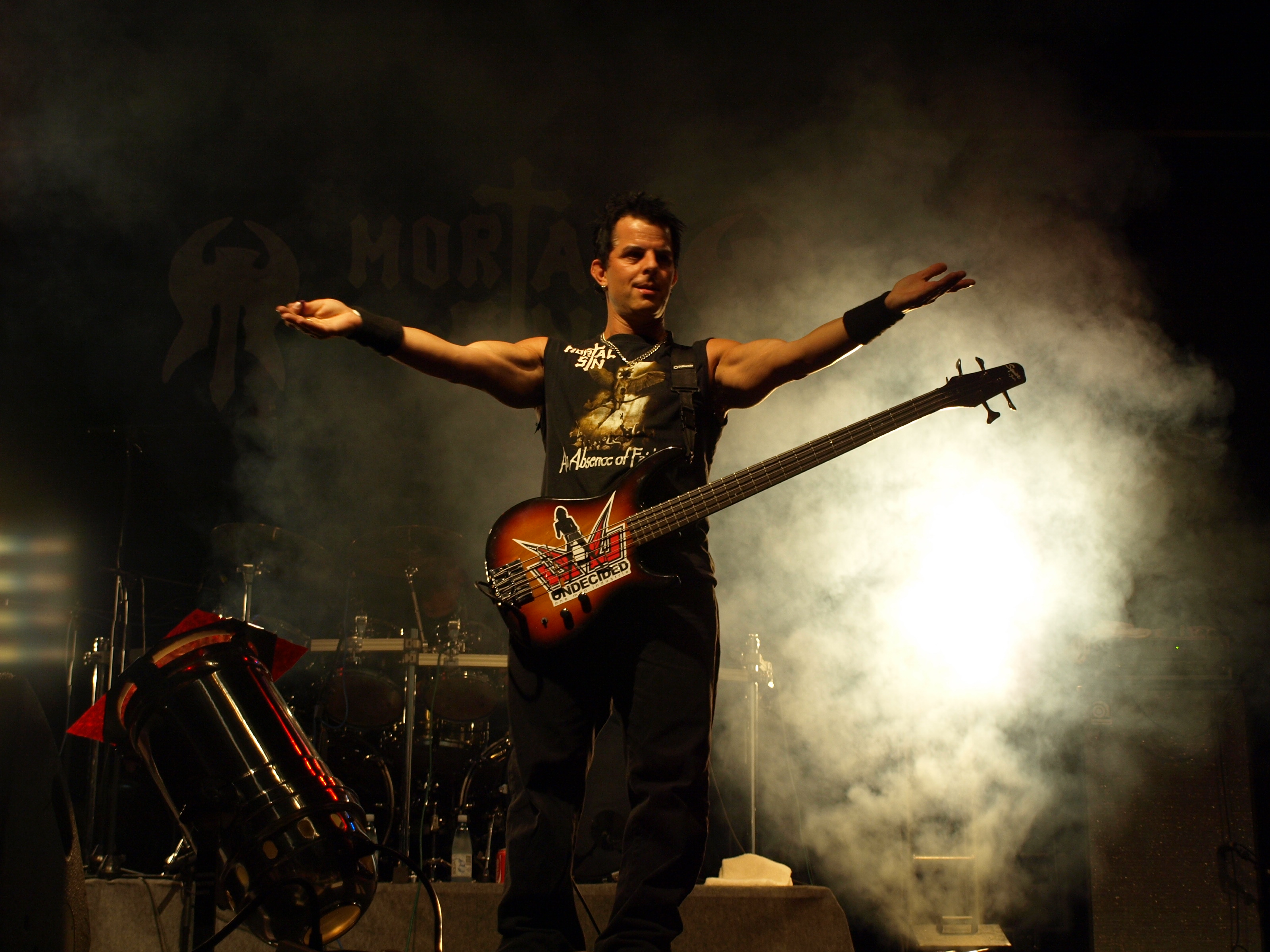
Andy Eftichiou, Jalometalli 2008

I Mortal Sin sono un gruppo musicale thrash metal Australiano formatosi a Sydney nel 1985.

## Storia del gruppo

### 1985-1990: Gli esordi
La band si formò intorno al cantante Mat Maurer e al batterista Wayne Campbell, che, precedentemente, cercò di far entrare Mat in un'altra band chiamata Wizzard, ma il gruppo rifiutò l'idea.
Successivamente fu il chitarrista degli Wizzard, Keith Krstin, a passare ai Mortal Sin, seguito dal bassista dei Judge, Andy Eftichiou. Nella band entrò anche Neville Reynolds, un secondo chitarrista, che fu rimpiazzato da Paul Carwana dopo il primo concerto.
Essendo il primo gruppo puramente thrash metal in Australia, si guadagnarono presto un solido seguito e, nel luglio 1986, solo 7 mesi dopo il loro primo concerto, il gruppo registrò il primo disco, che si compose di 8 tracce e venne pubblicato all'inizio del 1987 con il nome di Mayhemic Destruction.
I responsi furono positivi ed immediati, tanto che il gruppo firmò un contratto su scala mondiale per la Vertigo Records che ristampò e ridistribuì in tutto il mondo nel 1988.
Nel frattempo Krstin fu sostituito da Mick Burke degli Slaughter Lord, un gruppo thrash metal di Sydney.
La maggior parte del 1988 fu speso per la registrazione del secondo album con il produttore Randy Burns, precedentemente con gli Anthrax, dal titolo Face of Despair che venne pubblicato nella prima parte del 1989.
Successivamente il gruppo ottenne la possibilità di andare in tour in Australia con i Metallica, ma in maggio Campbell fu allontanato e al suo posto arrivò un altro membro degli Slaughter Lord, Steve Hughes.
Nel gennaio 1990 e la volta di un tour europeo, alla fine del quale Mauer lasciò la band.

### 1990-1998: il declino e lo scioglimento
Una volta tornati a casa la band si sciolse, per riformarsi poco tempo dopo con Steve Sly al posto di Mauer, ma l'instabilità continuò ed entro la fine dell'anno vennero sostituiti anche Campbell, Burke e Carwana.
A questo punto la formazione presentò Eftichou al basso, Sly alla voce più i nuovi entrati Alex Hardy e Dave DeFrancesco alla chitarra e il batterista Nash Hall.
Con il terzo album intitolato Every Dog Has It's Day (pubblicato in qualche zona del mondo come Rebellious Youth) la band svoltò verso uno metal più tradizionale, ma il nuovo stile fallì e il gruppo si sciolse nel 1991.
Negli anni seguenti solo Campbell e Hughes rimasero nella scena metal di Sydney, il primo suonando in band come i White Trash e i Grungeon, il secondo suonando nei Presto e nei Naxul, Eftichiou formò i Who's Guilty, un gruppo hard rock di poca importanza che pubblicò un solo EP, Burke invece diventò un tecnico del suono.
Nel tardo 1996 il gruppo si riformò per mano di Campbell e Mauer, a cui si aggiunsero Eftichiou, Carwana e Anthony Hoffman dei Grungeon.
Carwana se ne andò quasi immediatamente e fu sostituito da Troy Scerri, in precedenza con Campbell nei White Trash. Questa formazione pubblicò un EP autoprodotto e si imbarcò in un tour in Australia che non fu un gran successo e al termine di cui Eftichiou fu allontanato, rimpiazzato dal bassista del gruppo death metal di Sydney Tscabeze per la prima e unica partecipazione del gruppo al festival Metal for the Brain di Canberra.
Il posto di Eftichiou fu preso stabilmente da Jason Thorncraft degli Headlifter, ma il gruppo si sciolse nuovamente nel settembre 1998; la nuova formazione durò meno di 2 anni.

### 2004-2012: Una nuova formazione
Ma la storia dei Mortal Sin non era ancora finita, il gruppo si riunì nuovamente nel febbraio 2004, questa volta con Campbell, Mauer, Eftichou, Jon Buttigieg e Mick Sultana. Un anno dopo la band fu introdotta nella Hall of Fame nella prima edizione degli Heavy Metal Music Awards australiani, ma in un mese ci furono altri 2 cambiamenti: Campbell e Buttigieg vennero rimpiazzati da Luke Cook e Nathan Shea.
Nell'aprile 2005 fu la volta di un tour in Australia con gli Anthrax, il 4 febbraio del 2006 la band, in un concerto a Sydney, suonò interamente Mayhemic Destruction per la prima volta, il tutto venne filmato in previsione di un DVD, idea che poi venne abbandonata per la scarsa qualità audio.
La band ritornò in Europa per suonare alcuni show in Germania nell'agosto 2006, con Michael Schenker Group, Rose Tattoo, Metal Church, Victory, Gorilla Monsoon, Tourettes Syndrome; uno di queste esibizioni avvenne al Wacken Open Air.
Nel 2007 realizzarono An Absence of Faith, mentre il 23 settembre del 2011 uscì un altro album, Psychology Of Death. In seguito la band si sciolse.

### 2025: Nuova reunion
Il 25 luglio 2025, i Mortal Sin annunciano il loro ritorno su un nuovo account Instagram, con concerti in Australia nel 2026 e un'apparizione al festival Keep It True in Germania. La lineup per questi concerti sarebbe stata quella del 2006-2012, ma con il batterista Cook sostituito da George Delinicolis (Livewire, Bastardizer).

## Formazione

### Attuale
- Mat Maurer – voce (1985-1990, 1996-1998, 2004-2012 2025-Presente)
- Andy Eftichiou – basso (1985-1991, 1996-1998, 2004-2012 2025-Presente)
- Nathan Shea – chitarra (2005-2012 2025-Presente)
- Ryan Huthnance – chitarra (2010-2012 2025-Presente)
- George Delinicolis – batteria (2025-Presente)

### Ex componenti
- Steve Sly – voce (1990-1991)
- Dave DeFrancesco – chitarra (1990-1991)
- Paul Carwana – chitarra (1986-1990, 1996)
- Keith Krstin – chitarra (1985-1987)
- Mick Burke – chitarra (1987-1990)
- Anthony Hoffman – chitarra (1996-1998)
- Troy Scerri – chitarra (1996-1998)
- Neville Reynolds – chitarra (1985 - 1986)
- Alex Hardy – chitarra (1990-1991)
- Jason Thorncraft – chitarra (1985-1986)
- Wayne Campbell – batteria (1985-1989, 1996-2005)
- Steve Hughes – batteria (1989-1990)
- Nash Hall – batteria (1990-1991)
- Chook – basso (un concerto, 1997)
- Mick Sultana – chitarra (2004-2012)
- Luke Cook – batteria (2005-2012)

## Discografia

### Album in studio
- 1987 – Mayhemic Destruction
- 1989 – Face of Despair
- 1991 – Every Dog Has It's Day
- 2007 – An Absence of Faith
- 2011 – Psychology Of Death

### Album dal vivo
- 2009 – Into the Inferno - Live in Oslo

### EP
- 1989 – Face of Despair
- 1997 – Revolution of the Mind
- 2006 – Out of the Darkness

## Videografia

### DVD/VHS
- 1990 – Face Of Mayhem - Live
- 2007 – Out of the Darkness